# Тимофеев, Пётр Диомидович
Пётр Диоми́дович Тимофе́ев (Додтоев) (7 ноября 1930, Владикавказ, СССР, – 5 августа 1994, Москва) — советский и российский киноактёр и каскадёр. 

## Биография
Родился во Владикавказе. В качестве актёра и каскадёра участвовал в съёмках более 120 фильмов.   
С 1943 года работал в конном аттракционе Али-Бека Кантемирова. 
В 1951-1954 гг. служил в Советской армии. 
В 1954-1965 работал джигитом-наездником в цирке.
Заслуженный артист Северо-Осетинской АССР (1972).
Умер 5 августа 1994 года. Похоронен в Москве на Хованском кладбище.

## Фильмография

### Актёр
- 1953 – Застава в горах
- 1954 – Школа мужества
- 1957 – Огненные вёрсты
- 1957 – Рождённые бурей
- 1958 – Кочубей
- 1958 – Олеко Дундич  (СССР, ЮГОСЛАВИЯ)
- 1959 – Жестокость
- 1963 – Собирающий облака (короткометражный)
- 1967 – Операция «Трест»
- 1970 – Миссия в Кабуле
- 1970 – В лазоревой степи (киноальманах)
- 1971 –  Офицеры
- 1971, 1973 – Тени исчезают в полдень
- 1974 –  Хождение по мукам
- 1975 – Всадник с молнией в руке
- 1977 – Тачанка с юга
- 1979 – Приключения Али-Бабы и сорока разбойников

### Каскадёр
- 1950 – Смелые люди
- 1953 – Застава в горах
- 1953 – Великий воин Албании Скандербег
- 1954 – Школа мужества
- 1956 – 300 лет тому...
- 1957 – Огненные вёрсты
- 1958 – Кочубей
- 1958 – Олеко Дундич (СССР, ЮГОСЛАВИЯ)
- 1960 – Кровь людская – не водица
- 1962 – Гусарская баллада
- 1965 – 1967 – Война и мир
- 1966 – Герой нашего времени (Бэла)
- 1966 – Неуловимые мстители
- 1967 – Таинственный монах
- 1968 – Махтумкули
- 1969 – Белое солнце пустыни
- 1969 – Ватерлоо (Италия, СССР)
- 1969 – Последняя реликвия (конные трюки)
- 1970 – Бег (постановщик трюков)
- 1970 - Миссия в Кабуле (постановщик трюков)
- 1971 – Достояние республики - конные трюки + прыжок с высоты в стог сена (роль Олега Табакова)
- 1977 – Долг (конные трюки)
- 1977 – Последний год Беркута
- 1993 – Дети чугунных богов
- 1992, 2006 – Тихий Дон (Великобритания, Италия, Россия)
- 1981 – Буйный Терек (конные трюки)
- 1980 – Ледяная внучка (конные трюки)
- 1978 – Отряд особого назначения